# Clara Schroth
Clara Schroth (n. 5 octombrie 1920, Pennsylvania, SUA – d. 7 iunie 2014, Carlisle⁠(d), Pennsylvania, SUA) a fost o gimnastă artistică americană, medaliată cu bronz olimpic în 1948, în competiția pe echipe.

## Carieră
La Jocurile Olimpice de la Londra 1948 câștigă medalia de bronz în competiția pe echipe, americancele situându-se pe podium în spatele cehoslovacelor și a maghiarelor. A fost într-o echipă cu Marian Barone, Consetta Lenz, Dorothy Dalton, Meta Elste, Helen Schifano, Ladislava Bakanic și Anita Simonis.

## Legături externe
Materiale media legate de Clara Schroth la Wikimedia Commons
- en Clara Schroth la Olympedia.org